# Giuseppe Palmieri (pittore)

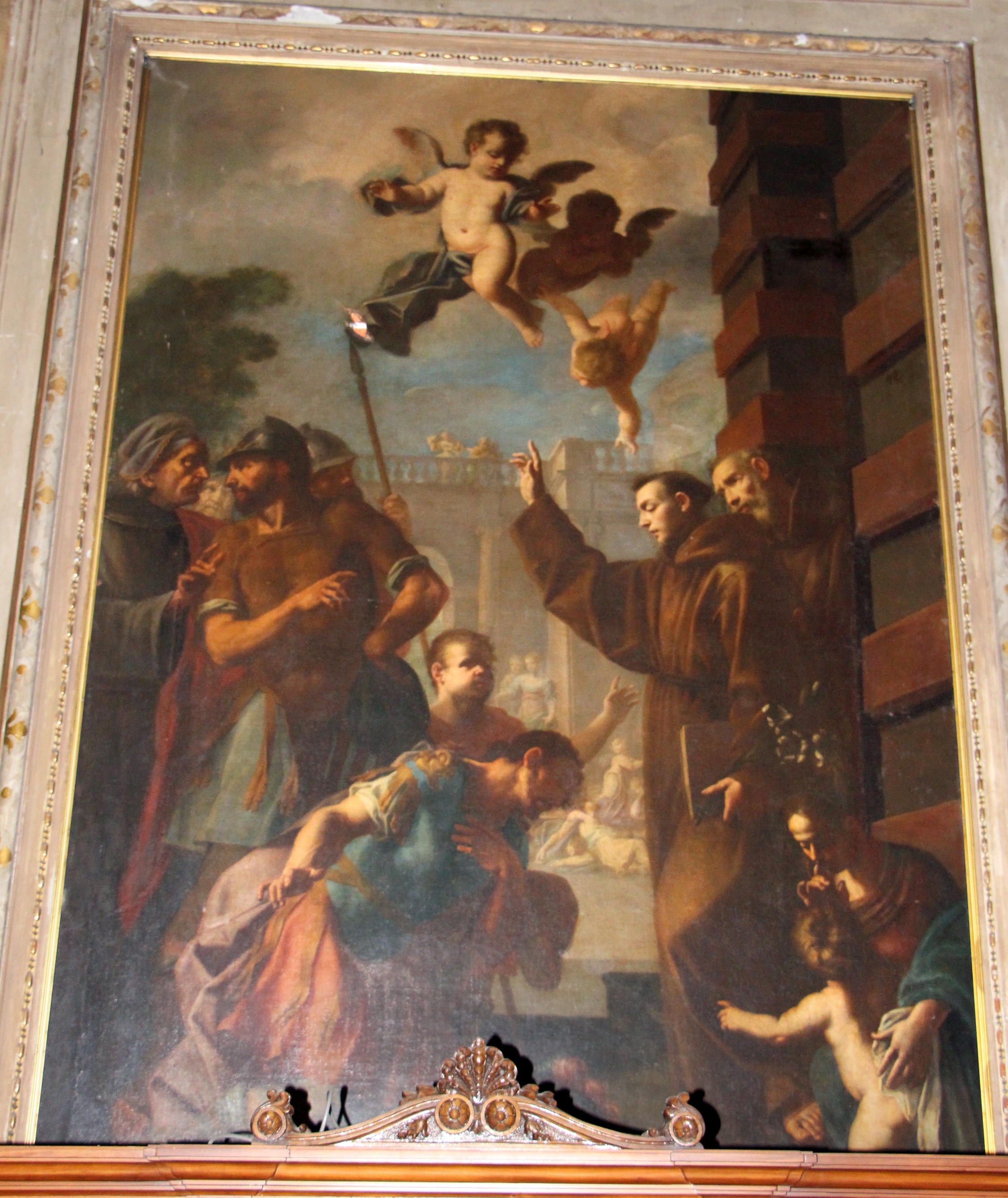
Predica di sant'Antonio a Ezzelino da Romano nella chiesa della Santissima Annunziata di Portoria

Giuseppe Palmieri (Genova, 1674 – Genova, 1740) è stato un pittore italiano del tardo Barocco, attivo soprattutto a Genova e in Liguria. È noto soprattutto per i suoi dipinti di carattere religioso.

## Biografia
Rimase orfano di padre poco dopo la nascita e a prendersi cura di lui fu allora uno zio, ma anche questi morì prematuramente. Il giovane, che già manifestava propensione per la pittura, divenne allora discepolo di un non meglio identificato pittore toscano, insieme al quale viaggiò attraverso l'Italia, soggiornando a lungo in Sicilia.
Tornato a Genova, divenne collaboratore di Domenico Piola che lo fece conoscere nell'ambiente cittadino, procurandogli numerosi committenti.
Molto religioso, dipinse senza richiedere alcun compenso diversi quadri per i conventi dei Cappuccini (numerosi sono quelli conservati nella Chiesa della Santissima Concezione a Genova).
Dipinse anche vari affreschi.
Alcuni quadri con figure di animali gli furono commissionati dal re Giovanni V di Portogallo.
Lavorò intensamente per tutta la vita per mantenere la sua numerosa famiglia.
Morì il 18 maggio del 1740, a settantasei anni, e fu sepolto nella chiesa di San Giacomo di Carignano a Genova.
In realtà la data della sua morte non è esatta: il suo biografo la scelse per enfatizzare la sua devozione verso l'ordine dei Cappuccini, per i quali lavorò spesso. L'atto di morte è stato ritrovato negli archivi della chiesa di Genova in centro.

## Opere
Durante la sua carriera artistica Giuseppe Palmieri produsse numerose opere.
Di seguito un elenco di alcune di esse:
- San Sebastiano nella Chiesa di Santa Maria di Castello (Genova)
- Cristo risorto e Predicazione di San Vincenzo Ferreri nella Chiesa di San Domenico (Genova)
- Crocifissione e Sante nella chiesa superiore di San Giovanni di Pré (Genova)
- Vergine in gloria d'angioli nella Chiesa di San Lorenzo a Santa Margherita Ligure
- S. Antonio predica ai pesci, S. Antonio con il Bambino Gesù e Predica di sant'Antonio a Ezzelino da Romano nella Chiesa della Santissima Annunziata di Portoria
- San Giovanni Nepomuceno nella Chiesa della Natività (Campoligure)
- Vergine e Santi nella Chiesa di Santa Caterina (Rossiglione)
- San Francesco in estasi nella Chiesa abbaziale di Santa Maria Assunta (La Spezia)
- San Francesco in preghiera nella Chiesa abbaziale di Santa Maria Assunta (La Spezia)
- Cristo agonizzante nell'Oratorio di San Giacomo della Marina (Genova)
- Trinità e angeli nella Chiesa di Santa Maria Maddalena (Genova)
- San Giuseppe nella Basilica di Santa Maria Assunta (Camogli)
- Estasi di Santa Maria Maddalena conservato nella Galleria dei dipinti antichi della Cassa di risparmio di Cesena
- San Pietro, San Nicola e Sant'Antonio da Padova nella chiesa di San martino di Murta (Genova)
- Giudizio Universale nella volta dell'Oratorio dell'Assunta, adiacente al Santuario di Nostra Signora Incoronata nel quartiere di Coronata (Genova-Cornigliano).
- Affreschi nell'abside della Basilica di Santa Maria delle Vigne (Genova)
- Affreschi nell'Oratorio di Sant'Antonio nella Basilica della Santissima Annunziata del Vastato (Genova)
- Affreschi nel Monastero di Santa Chiara d'Albaro (Genova-Albaro)
- Dipinti nel Convento dei Frati Capuccini (Monterosso al mare)